# Makedonské války
Makedonské války označují sérii čtyř válek vybojovaných mezi římskou republikou a jejími spojenci na jedné a Makedonií na druhé straně.
- první Makedonská válka (215–205 př. n. l.) – Filip V. Makedonský se spojil s Hannibalem proti Římanům. Válka skončila nerozhodně uzavřením míru ve Foinike.
- druhá makedonská válka (200–196 př. n. l.) – Po bitvě u Kynoskefal byl Filip nucen stáhnout se z Řecka, nicméně udržel si vládu nad Makedonií.
- třetí makedonská válka (171–168 př. n. l.) – Po porážce v bitvě u Pydny upadl makedonský král Perseus do římského zajetí. Jeho říše byla rozdělena do čtyř loutkových republik.
- čtvrtá makedonská válka (150–148 př. n. l.) – Povstání Andriska, který se prohlásil za Perseova syna, Římané rychle porazili.

V průběhu těchto čtyř válek bylo makedonské království postupně oslabeno a zničeno. Po porážce u Pydny v roce 168 př. n. l. byla Makedonie rozdělena do čtyř států pod silným římským vlivem. Po zdolání posledního vážného odporu v roce 148 př. n. l. byly tyto čtyři republiky rozpuštěny a Makedonie byla oficiálně přeměněna v římskou provincii Macedonia.